# Беглец в бъдещето
„Беглец в бъдещето“ (на английски: Freejack) е американски научнофантастичен киберпънк екшън филм от 1992 г. на режисьора Джеф Мърфи с участието на Емилио Естевес, Мик Джагър, Рене Русо и Антъни Хопкинс.
Сценарият е написан от Стивън Пресфийлд, Роналд Шусет и Дан Гилрой, който е адаптация на научнофантастичния роман Immortality, Inc., написан от Робърт Шекли през 1959 г.
Филмът е продуциран от Морган Крийк и е пуснат от „Уорнър Брос“ в САЩ на 17 януари 1992 г.